# دانيال برودهيد الرابع
دانيال برودهيد الرابع (بالإنجليزية: Daniel Brodhead IV)‏ هو ضابط أمريكي، ولد في 17 أكتوبر 1736 في ماربلتاون في الولايات المتحدة، وتوفي في 15 نوفمبر 1809 في ميلفورد في الولايات المتحدة.